# San Salvatorkerk (Oeffelt)
Zoete Naam Jezus of San Salvatorkerk is een kerk in Oeffelt (gemeente Land van Cuijk) naar een ontwerp van Nico van der Laan uit 1954 volgens de principes van de Bossche School. Het was een van de zestien kerkgebouwen op de lijst van nieuwe rijksmonumenten in 2007. Vanaf 2009 kreeg deze kerk daadwerkelijk de status rijksmonument, met monumentnummer 530924.

## Geschiedenis

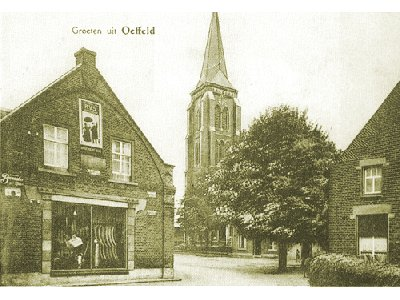
De vooroorlogse kerk van Cuypers

Architect Pierre Cuypers bouwde in 1853 - 1854 in Oeffelt zijn eerste kerk. Deze kerk ging tijdens de Tweede Wereldoorlog in 1944 verloren door oorlogsgeweld. De toren hiervan werd in 1944 door de Duitsers opgeblazen met springladingen (pakketten met zware explosieven die tegen het doelwit werden gedrukt). Hetzelfde lot trof de kerktoren van Boxmeer en Beugen, plaatsen die al wekenlang van granaatvuur te lijden hadden gehad, alsook de molens, die eveneens als uitkijktorens waren gebruikt.
Met de bouw van de huidige kerk werd begonnen op 22 februari 1955. Dit kerkgebouw is een kerk in driebeukige basilicavorm, geheel opgetrokken uit mergelsteen. De kerk heeft een vrijstaande, ronde klokkentoren. Het nieuwe kerkgebouw werd met Pinksteren 1956 in gebruik genomen en op 19 mei 1957 door Wilhelmus Mutsaerts geconsacreerd. 
Vanaf 1987 wordt voor de parochie de naam San Salvator gebruikt.